# The Lord of the Rings: The Two Towers (soundtrack)
The Lord of the Rings: The Two Towers is de soundtrack van de Britse film The Lord of the Rings: The Two Towers. Het album werd gecomponeerd door Howard Shore en kwam uit op 10 december 2002, ongeveer gelijk met de film.

## Tracklijst
Alle muziek is geschreven door Howard Shore.
| 1.                 | Foundations of Stone        | 3:51 |
| 2.                 | The Taming of Sméagol       | 2:48 |
| 3.                 | The Riders of Rohan         | 4:05 |
| 4.                 | The Passage of the Marshes  | 2:46 |
| 5.                 | The Uruk-hai                | 2:58 |
| 6.                 | The King of the Golden Hall | 3:49 |
| 7.                 | The Black Gate Is Closed    | 3:17 |
| 8.                 | Evenstar                    | 3:15 |
| 9.                 | The White Rider             | 2:28 |
| 10.                | Treebeard                   | 2:43 |
| 11.                | The Leave Taking            | 3:41 |
| 12.                | Helm's Deep                 | 3:53 |
| 13.                | The Forbidden Pool          | 5:27 |
| 14.                | Breath of Life              | 5:07 |
| 15.                | The Hornburg                | 4:36 |
| 16.                | Forth Eorlingas             | 3:15 |
| 17.                | Isengard Unleashed          | 5:01 |
| 18.                | Samwise the Brave           | 3:46 |
| 19.                | Gollum's Song               | 5:51 |
| Totale duur: 72:46 |                             |      |

| Nr. | Titel              | Duur |
| --- | ------------------ | ---- |
| 20. | Farewell to Lórien | 4:37 |

## Hitnoteringen

### NPO Klassiek Filmmuziek Top 200
| Als The Lord of the Rings in de NPO Klassiek Filmmuziek Top 200 | Als The Lord of the Rings in de NPO Klassiek Filmmuziek Top 200 | Als The Lord of the Rings in de NPO Klassiek Filmmuziek Top 200 | Als The Lord of the Rings in de NPO Klassiek Filmmuziek Top 200 | Als The Lord of the Rings in de NPO Klassiek Filmmuziek Top 200 | Als The Lord of the Rings in de NPO Klassiek Filmmuziek Top 200 | Als The Lord of the Rings in de NPO Klassiek Filmmuziek Top 200 | Als The Lord of the Rings in de NPO Klassiek Filmmuziek Top 200 | Als The Lord of the Rings in de NPO Klassiek Filmmuziek Top 200 | Als The Lord of the Rings in de NPO Klassiek Filmmuziek Top 200 | Als The Lord of the Rings in de NPO Klassiek Filmmuziek Top 200 |
| Jaar                                                            | 2016                                                            | 2017                                                            | 2018                                                            | 2019                                                            | 2020                                                            | 2021                                                            | 2022                                                            | 2023                                                            | 2024                                                            | 2025                                                            |
| --------------------------------------------------------------- | --------------------------------------------------------------- | --------------------------------------------------------------- | --------------------------------------------------------------- | --------------------------------------------------------------- | --------------------------------------------------------------- | --------------------------------------------------------------- | --------------------------------------------------------------- | --------------------------------------------------------------- | --------------------------------------------------------------- | --------------------------------------------------------------- |
| Positie                                                         | 4                                                               | 4                                                               | 2                                                               | 4                                                               | 4                                                               | 4                                                               | 5                                                               | 7                                                               | 4                                                               | 3                                                               |